# 631 TCN
631 TCN là một năm trong lịch La Mã.